# Guerra cognitiva
La guerra cognitiva è una forma di guerra ibrida fondata sulla conduzione continua e ripetuta di attacchi informativi e operazioni psicologiche nei confronti di una società, principalmente per mezzo di influencer, social media e social network. Suddetti attacchi hanno il potenziale e l'obiettivo di indebolire la società bersagliata promuovendo al suo interno polarizzazione inter- e intracomunitaria, processi di radicalizzazione e persino fenomeni di instupidimento negli individui e nelle collettività.
La guerra cognitiva è distinta dalle guerre psicologiche, che si caratterizzano per la limitatezza di obiettivi e durata e dunque per l'impatto inferiore sulla mente del bersaglio nel lungo termine, e non è da confondere con le guerre neurologiche, nelle quali è previsto l'utilizzo di agenti chimici, biologici e radiologici per provocare l'insorgere di malattie, disturbi e tumori a livello di cervello e di sistema nervoso.

## Definizione
Le guerre cognitive sono una versione estremamente rafforzata delle guerre psicologiche e delle guerre informative, delle quali condensano gli elementi cardine, e sono il risultato dello sviluppo delle tecnologie persuasive, della militarizzazione delle ultime scoperte nelle NBIC (acronimo di nanotecnologia, biotecnologia, tecnologia dell’informazione e scienze cognitive), del marketing e delle scienze comportamentali, dell'espansione dell'internetizzazione e di altri fattori sociali, dalla dipendenza da Internet alla riduzione del quoziente intellettivo della popolazione. La loro entrata nel panorama delle guerre ibride è avvenuta con l'inizio del Duemila.
La straordinaria capacità di influenzamento mentale delle operazioni cognitive è la diretta conseguenza dell'applicazione militare dei big data, tracce di informazioni più o meno sensibili, dalla fede all'orientamento sessuale, che gli internauti lasciano quotidianamente in rete e a partire dalle quali è possibile creare delle istantanee psicologiche molto accurate delle singolarità e delle collettività. I big data sono raccolti dalle agenzie di spionaggio deputate all'intelligence cibernetica, che possono comprarli dai gestori dei social network o minarli in altra maniera – con hackeraggi o con operazioni mascherate in stile Cambridge Analytica –, e sono infine trasformati in psicogrammi per l'ingegneria del consenso da software a intelligenza artificiale.
Le guerre cognitive, nella loro forma più estrema, sono in grado di plasmare «voleri, bisogni e percezioni dei singoli» in maniera «quasi irreversibile» e di «fratturare e frammentare un'intera società, così che essa non abbia più la volontà collettiva di resistere alle intenzioni dell’avversario [e] venga sottomessa senza ricorrere alla forza o alla coercizione».

## Storia
Il concetto di guerra cognitiva è entrato ufficialmente nei vocabolari dell'intelligence, degli ambienti militari e della politologia nel 2017, anno in cui è stato popolarizzato in Occidente dal generale dell'Aeronautica degli Stati Uniti David Goldfein, ma le origini di questa forma di conflittualità sono di gran lunga antecedenti ed è possibile trovare opere precorritrici del tema a partire dalla fine degli anni 1990. 
Si ritiene che le basi per il passaggio dalle guerre psicologiche alle guerre cognitive siano state gettate durante la Seconda guerra mondiale, epoca degli esperimenti sul controllo mentale effettuati da Kurt Plötner nella Germania nazista, e successivamente rafforzate nell'immediato dopoguerra con l'inaugurazione in simultanea negli Stati Uniti e nell'Unione Sovietica di indagini sul funzionamento della mente umana per scopi militari e politici, come il progetto Camelot dell'American University e il programma MK-ULTRA della Central Intelligence Agency. 

### Oggi
La NATO ha iniziato a sviluppare un proprio concetto di guerra cognitiva nel 2021, invitando al contempo i paesi membri a dotarsi del personale, delle strutture e degli strumenti necessari per indagare e contrastare il fenomeno.
Nel 2024, a seguito di intensi lavori seminariali, produzione intellettuale e attività di sensibilizzazione da parte principalmente di due think tank, MasiraX e del Centro studi politici e strategici Machiavelli, quest'ultimo già noto per aver influenzato la formulazione della politica migratoria del governo Conte I, diversi politici italiani hanno aperto il dibattito parlamentare sull'adozione di una strategia nazionale per le guerre cognitive usufruendo dei contributi dei loro analisti, come Emanuel Pietrobon.

## Esempi di guerra cognitiva

### Cina
TikTok, la nota piattaforma di video sharing creata dalla società cinese ByteDance, è stata accusata da vari governi, non soltanto occidentali, di essere un'arma cognitiva suscettibile di inebetire l'utenza, di promuovere valori antisociali e, in casi estremi, di istigare i più vulnerabili al suicidio. I motivi di cui sopra, che secondo alcuni esperti renderebbero l'applicazione «una super-operazione psicologica», hanno spinto un numero crescente di paesi a limitare o a vietare del tutto l'accesso della popolazione a TikTok.

### Russia
La Russia è stata accusata di aver realizzato operazioni cognitive negli Stati Uniti a partire dalla seconda parte dell'era Obama, e per l'intera durata della presidenza Trump, che avrebbero contribuito ad accentuare la polarizzazione tra gruppi politici, in particolare tra democratici e repubblicani, e ad alimentare dei processi di radicalizzazione in alcune minoranze, specialmente gli afroamericani.
La campagna di influenzamento cognitivo, curata e concretata dall'Internet Research Agency, ha avuto luogo in rete, principalmente su Facebook e Twitter, dove influencer, blogger, troll, media statali russi e canali della controinformazione sono stati impegnati nella produzione e nella diffusione costante di bufale e postverità progettate per aumentare le spaccature nella società statunitense. Per questi fatti, definiti un tentativo di interferire "nelle elezioni e nei processi politici" degli Stati Uniti, l'Internet Research Agency è stata sanzionata e tredici cittadini russi sono stati incriminati dal Dipartimento di Giustizia degli Stati Uniti nel 2018.

### Stati Uniti
Alcuni autori, latinoamericanisti ed esperti di guerre ibride ritengono che la prima guerra cognitiva della storia abbia avuto luogo in Cile in occasione delle presidenziali del 1964. Il Cile, che era noto come il paese più socialmente coeso e meno politicalmente conflittuale del Sudamerica, fu all'epoca bersagliato da un'intensa campagna di guerra psicologica e informativa da parte della Central Intelligence Agency con l'obiettivo di impedire l'elezione di Salvador Allende.
Le elezioni del 1964 furono ribattezzate la campagna del terrore per via del livello di violenza politica eccezionale e senza precedenti che ebbe luogo; una violenza prodotta dai processi di esasperazione e radicalizzazione innescati e indotti nell'opinione pubblica attraverso l'infiltrazione di agenti provocatori in marce e manifestazioni, la realizzazione di volantini e murali inquietanti a tema anticomunista, la conduzione di operazioni sotto falsa bandiera e la diffusione di propaganda nera e disinformazione in radio, stampa e televisione.
L'operazione di terrorismo mediatico e di confondimento della società fu un successo nella misura in cui il candidato democristiano Eduardo Frei Montalva fu eletto dal 56% degli aventi diritto di voto – un record, al 2024, imbattuto –, battendo dunque Allende e formando il primo governo monocolore del secondo dopoguerra, e furono gettati i semi della polarizzazione dei cileni in opposti estremismi, poi maturati e raccolti successivamente dalla CIA per trascinare il paese nella guerra civile tra il 1970 e il 1973.

### Turchia
La Turchia, a partire dal secondo decennio del Duemila, ha iniziato a produrre film, telenovele e serie televisive a carattere storico e religioso, principalmente aventi come ambientazione l'era ottomana, che hanno suscitato controversie in alcuni paesi, come l'Egitto e l'Arabia Saudita, per via del forte impatto psicologico esercitato sugli spettatori. 
I sociologi hanno coniato un termine per descrivere l'effetto indotto dalla visione dei prodotti d'intrattenimento turchi, ottomania, che può esplicarsi in modi differenti: passione improvvisa per la cultura turca, sostegno alle politiche di Recep Tayyip Erdoğan e, in casi estremi, conversione all'Islam.